# Nicholas Worth
Nicholas Worth   (Clayton, 4 de setembre de 1937 - Van Nuys, 7 de maig de 2007) va ser un actor de personatges estatunidenc que va aparèixer al cinema, a la televisió i als videojocs.

## Primers anys
Worth va néixer a St. Louis, Missouri el 4 de setembre de 1937. Va servir durant tres anys a l'exèrcit com a paracaigudista i va estudiar a l'Institut de Tecnologia Carnegie i Pasadena Playhouse.

## Carrera
Worth s'especialitza en interpretar personatges amenaçadors. Els seus papers més coneguts i més típics són Kirk Smith, el assassí en sèrie necrofílic turmentat de dones joves atractives a la pel·lícula de terror de baix pressupost Don't Answer the Phone (1980), i Ray, un violent violador homosexual. a la pel·lícula de televisió de 1985 The Rape of Richard Beck. pel seu paper de Kirk Smith va guanyar el Premi al millor actor al XIII Festival Internacional de Cinema Fantàstic i de Terror.
Va començar amb una carrera televisiva de baix nivell, apareixent en un episodi de Charlie's Angels com a segrestador amb patins. Posteriorment, va interpretar nombrosos papers com a secuaces i nois durs en pel·lícules com El monstre del pantà (1982), Una ciutat molt calenta (1984),  'Doin' Time (1985), The Ladies Club (1986), Sense sortida (1987), Hell Comes to Frogtown (1988), Acció Jackson (1988), Agafa-ho com puguis (1988), Darkman (1990), Best of the Best 2 (1993), Plughead Rewired: Circuitry Man II (1994), Barb Wire (1996) i Blood Dolls (1999). Va aparèixer al començament d' El sergent de ferro (1986) com un convicte que és colpejat per Clint Eastwood i el mateix any va interpretar una drag queen estil Divine que perd la seva roba davant John Candy a Armats i perillosos. Va continuar la seva carrera televisiva, interpretant petits papers en programes de ciència-ficció com Star Trek: Voyager i Star Trek: Deep Space Nine, i a WKRP in Cincinnati, Knight Rider, Hunter, Night Court i Simon and Simon.
També va fer treballs de videojocs, interpretant al General Marzaq i Premier Romanov a Westwood Studios Command & Conquer de la sèrie de videojocs, Sierra The Beast Within: A Gabriel Knight Mystery i Emperor: Battle for Dune.

## Vida personal
Worth era un culturista amateuri un cristià nascut de nou.

## Mort
Worth va morir d'una insuficiència cardíaca a l'hospital presbiterià Valley de Van Nuys als 69 anys.

## Filmografia seleccionada
- For Pete's Sake (1966)
- Scream Blacula Scream (1973) - Dennis
- Bogard (1974) - Masters
- The Terminal Man (1974) - Hospital Orderly (sense acreditar)
- Black Starlet (1974) - Motorcycle Cop
- Mule Feathers (1977) - 'Copperhead'
- Coma (1978) - Patterson Institute Chief of Security (no acreditat)
- The Glove (1979) - Chuck
- Don't Answer the Phone! (1980) - Kirk Smith
- El monstre del pantà (1982) - Bruno
- Invitation to Hell (1984) - Sheriff
- The Hills Have Eyes Part II (1984) - The Reaper (voice, uncredited)
- Una ciutat molt calenta (1984) - Troy Roker
- Doin' Time (1985) - 'Animal'
- The Rape of Richard Beck (1985) - Ray
- The Ladies Club (1986) - Jack Dwyer
- Armats i perillosos (1986) - Transvestit
- El sergent de ferro (1986) - Jail Binger
- Sense sortida (1987) - Cup Breaker
- Dirty Laundry (1987) - Vito
- Death Feud (1987) - Jim
- Hell Comes to Frogtown (1988) - 'Bull'
- Acció Jackson (1988) - Cartier
- Agafa-ho com puguis (1988) - Thug #1
- Pucker Up and Bark Like a Dog (1989) - The Head Chef
- Darkman (1990) - Pauly Mazzuchelli
- Blood and Concrete (1991) - Spuntz
- Best of the Best 2 (1993) - 'Sick Humor'
- Fist of Honor (1993) - Tucchi
- Plughead Rewired: Circuitry Man II (1994) - 'Rock'
- A Gift from Heaven (1995)
- Barb Wire (1996) - Ruben Tannenbaum
- High School High (1996) - 'Rhino'
- Timelock (1996) - Sullivan
- Dangerous Cargo (1996) - Yuri
- Leather Jacket Love Story (1997) - Jack
- Denial (1998) - Walt Smiley
- Slaves of Hollywood (1999) - Sam Gittleman
- Blood Dolls (1999) - George Warbeck
- Every Dog Has Its Day (1999) - Mel
- Starforce (2000) - Jemma Quonloy